# (2502) Nummela
(2502) Nummela es un asteroide perteneciente al cinturón de asteroides, descubierto el 3 de marzo de 1943 por Yrjö Väisälä desde el Observatorio de Iso-Heikkilä, en Turku, Finlandia.

## Designación y nombre
Designado provisionalmente como 1943 EO. Fue nombrado Nummela en homenaje a Nummela, ciudad de Finlandia.